# Департамент шерифа округа Лос-Анджелес
Департамент шерифа округа Лос-Анджелес (англ. Los Angeles County Sheriff's Department) — является крупнейшим департаментом шерифа в Соединённых Штатах, в котором работает около 18 000 сотрудников. Транзитное подразделение Департамента является одним из крупнейших транспортных подразделений в мире.

## Описание

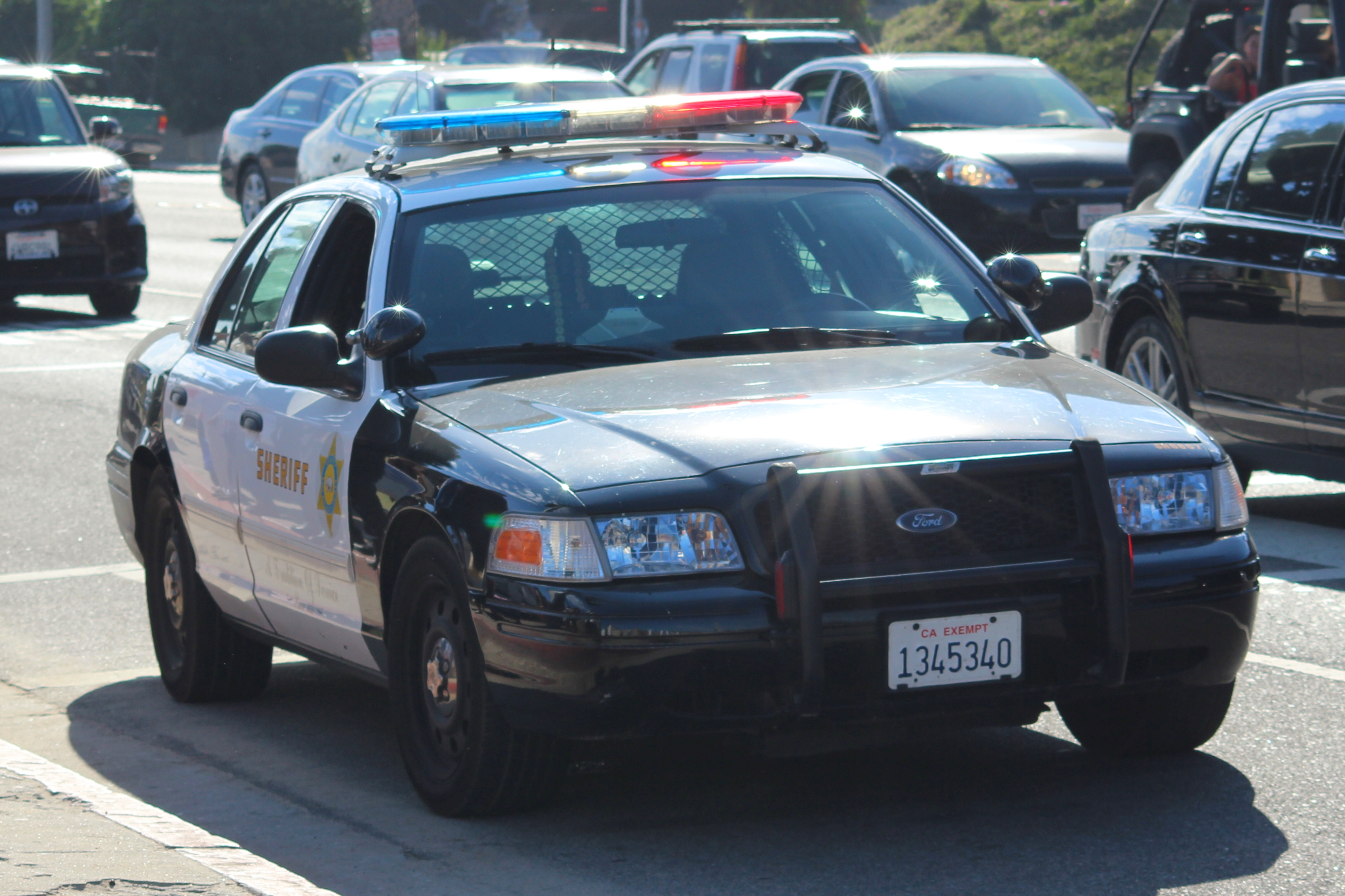
Автомобиль Ford Crown Victoria департамента шерифа

Основные обязанности департамента включают в себя поддержание правопорядка округа Лос-Анджелес в штате Калифорния, обеспечение безопасности здания окружного суда, а также транспортировка и размещение заключённых в системе окружных тюрем. Кроме того, департамент предоставляет правоохранительные услуги десяти общественным колледжам, патрулирует 177 окружных парков, поля для гольфа, места для проведения специальных мероприятий, два крупных озера, 16 больниц и ещё более 300 объектов на территории округа. Имеет в своём распоряжении криминалистические лаборатории, проводит расследования убийств; также осуществляет академическое обучение для более мелких правоохранительных органов в округе. Штаб-квартира Департамента шерифа округа Лос-Анджелес расположена в центре Лос-Анджелеса, в зале суда округа Лос-Анджелес.